# Joseph Christian Leyendecker

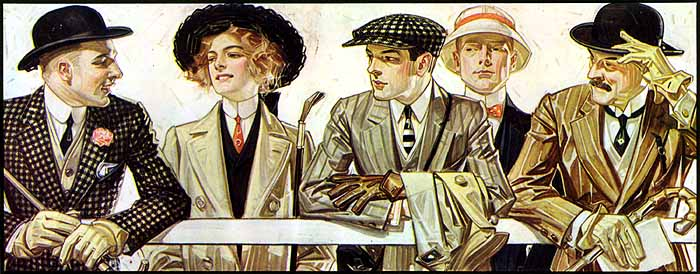
Il·lustració per Arrow Collar, de 1907.

Joseph Christian Leyendecker (23 de març de 1874-25 de juliol de 1951) fou un famós il·lustrador estatunidenc, considerat un dels més grans en el seu gènere.
D'ascendència neerlandesa, va néixer a Alemanya i va viure a Montabaur fins al 1882, quan -a l'edat de vuit anys- va emigrar cap als Estats Units amb els seus pares Peter Leyendecker i Elizabeth Oreseifen, la seva germana Augusta i els seus dos germans, Frank Leyendecker, i Adolph Leyendecker.
Leyendecker va obtenir un treball en una companyia d'impremta i va assistir a l'Escola d'Art de Chicago, sota la direcció de John H. Vanderpoel. Cinc anys més tard assistiria -juntament amb el seu germà Frank- a l'Académie Julien de París.
En tornar a Amèrica del Nord va obtenir diverses importants encàrrecs per a anuncis comercials i il·lustracions. El seu retrat d'un model masculí vestint una camisa per la marca Arrow Collaret es va transformar en un ideal de bellesa masculina per a l'època, i emulat massivament pels nord-americans. Leyendecker també va fer il·lustracions de publicitat per la marca Hart i Schaffner & Marx.
Al llarg de quaranta anys Leyendecker va il·lustrar moltes de les portades de la revista nord-americana d'enorme popularitat Saturday Evening Post . En total va produir prop de 300 il·lustracions per a aquesta edició. La mundialment coneguda imatge de Santa Claus com un alegre ancià grassonet i vestit amb vestit vermell va ser popularitzada per ell, així com la del nadó o nen molt petit com a representació de la vinguda i inici de l'any nou. Així mateix és de notar la influència de la seva representació dels Tres Reis Mags per a la portada de nadal de 1900 del Saturday Evening Post.
Leyendecker també va dibuixar cartells propagandístics durant la Primera Guerra Mundial en els quals s'incitava la gent a comprar bons de guerra. Leyendecker va ser una influència clau -a més de ser molt amic- del també famós il·lustrador Norman Rockwell. El 1914 els germans Leyendecker van construir una mansió a New Rochelle, a Nova York.
A Catalunya, es pot veure una obra seva al Museu Nacional d'Art de Catalunya, més concretament una fotolitografia en color sobre paper titulada The Century. August 1896, provinent de la Col·lecció Riquer.